# Столкновения в Куманове
Столкновения в городе Куманово (макед. Вооружена престрелка во Куманово, алб. Perleshjet e Kumanovës) в Македонии между албанскими сепаратистами и МВД Македонии прошли 9—10 мая 2015 года на севере страны в городе Куманово, треть населения которого составляют этнические албанцы.

## Ход событий
Событиям предшествовали антиправительственные манифестации в столице и многочисленные акции со стороны албанских активистов. По версии МВД Македонии, группировка албанских повстанцев незаконно въехала с территории неназванной соседней страны. После этого, с помощью своих сторонников, повстанцы скрывались в городе Куманово в начале мая в районе Диво Селище. Активисты готовили ряд нападений на государственные здания, мероприятия и на гражданских лиц. При проведении спецоперации был разминирован автомобиль. По заявлению премьер-министра, это самая опасная группировка на Балканах, связанная с нападением на пограничный переход Гошинце месяц назад (предположительно, Армия национального освобождения). МВД Македонии подготовило план действий и созвали штаб для координации деятельности. Реализация операции началась 9 мая в 5 утра. По разным данным, боевиков насчитывалось от 40 до 70 человек, они были вооружены автоматическим оружием, гранатами, снайперскими винтовками и гранатомётами и оказали властям ожесточённое сопротивление. В результате боёв 14 повстанцев были убиты, 30 сдались. МВД Македонии потеряли 8 человек, ранены около 37. Погиб один мирный житель, несколько было ранено.

## Цели атаки
Возможной причиной атаки является недовольство албанцев законами Македонии и текущей ситуацией в стране. Ранее косовское движение «Самоопределение» подвергло критике премьер-министра Македонии Николу Груевского, назвав его «диктатором».

## Последующие сообщения
Со стороны Сербии было отправлено 450 сотрудников жандармерии на сербско-македонскую границу, также сотрудники противотеррористического подразделения МВД Сербии усилили зону безопасности на границе с Косовом. Это связано с тем, что со стороны македонской границы полицейские отступили. Армейские подразделения были приведены в состояние повышенной боевой готовности.
Приштинская газета «Экспресс» заявила об участии граждан Косова в неизвестной группировке со ссылкой на собственные источники.
Позже власти Македонии заявили, что группировкой руководило пятеро косовских албанцев, ранее являвшихся членами Армии освобождения Косова.
Среди тех, кто сдался полиции — большинство граждан Македонии, 18 граждан самопровозглашённого Косова и один гражданин Албании. При этом трое из сдавшихся боевиков также обвиняются сербскими властями в совершении преступлений во время Косовской войны 1998—1999 годов.
Среди опознанных погибших боевиков — косовский политик Джафер Зимбери.
Власти Македонии объявили двухдневный национальный траур.
Премьер-министр Сербии Александр Вучич выразил опасения о том, что волнения могут распространиться на другие районы Западных Балкан, так же он выразил слова поддержки: «Мы готовы сделать всё необходимое, чтобы помочь македонцам преодолеть сегодняшние проблемы». Вице-спикер парламента Косова, представительница «Самоопределения» Аида Дергути заявила, что сегодня утром «нападению подверглись албанцы в Македонии, как и когда-то, когда сербская полиция нападала на албанцев в Косово», и пригрозила македонским властям: «Не заставляйте нас, чтобы на вас двинулись семь миллионов албанцев, даже если мы пойдём безоружными, вашего государства не станет». Также МИД России оставило свой комментарий: «Москва обеспокоена обострением обстановки в Македонии и призывает все политические силы страны к конструктивному диалогу».
Позднее в Скопье представители НАТО, ЕС, ОБСЕ и США приняли совместную декларацию по происшествию, назвав инцидент в Куманове «изолированным событием» и призвали стороны конфликта к политическому диалогу.